# Prodidomus lampeli
Prodidomus lampeli là một loài nhện trong họ Gnaphosidae.
Loài này thuộc chi Prodidomus. Prodidomus lampeli được Mordecai Cubitt Cooke miêu tả năm 1964.